# Deshazor Everett

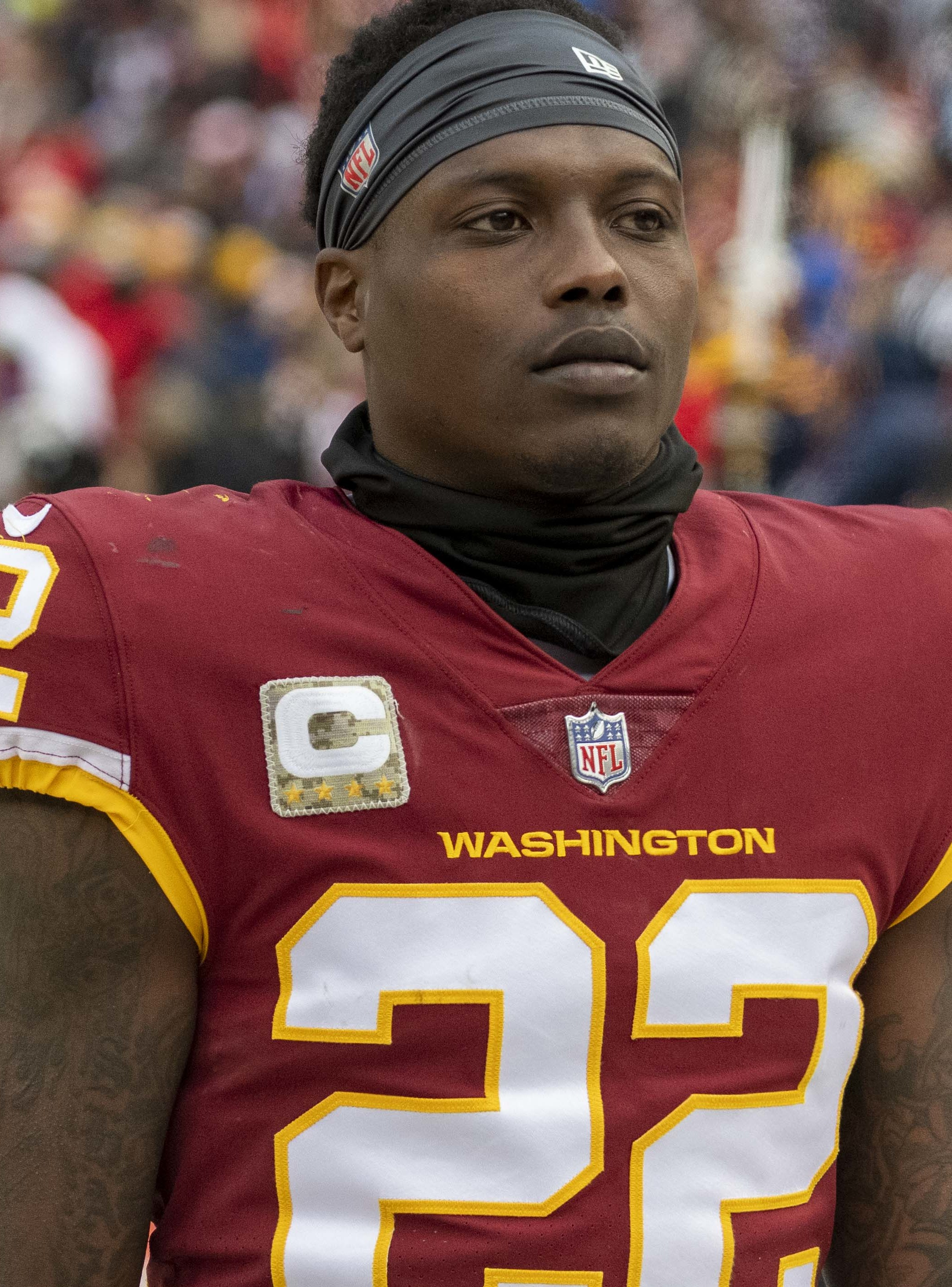
Deshazor Everett.

Deshazor Everett, född 22 februari 1992 i DeRidder i Louisiana, är en amerikansk utövare av amerikansk fotboll. Han har spelat sedan 2015 för Washington Football Team som fram till 2020 hette Redskins.